# علي السوداني
علي السوداني قاص وكاتب سياسي عراقي  ولد في بغداد في نيسان/أبريل 1961م

## المؤهلات العلمية
تخرج من معهد النفط في عام 1984

## نبذه عن حياته
نشأ وتربى الكاتب على السوداني في حي الثورة في بغداد في وسط حي فقير وأسرة بسيطة يعولها أب فقير يبيع السجائر والمكسرات، وفي عام 1984م توفي والده.

بداء الكتابة في منتصف الثمانينات تقريباً وفي عام 1993 م صدرت له أول مجموعة قصصية عن دار الشؤون الثقافية في بغداد  بعنوان  «المدفن المائي» وفي عام 1994م اتُّهم بأنه نشر قصة قصيرة اسمها «آخر أخبار الولد الجميل» ضدّ الحكومة فهرب إلى عمّان وعاش هناك وأستمر بكتاباته و مشواره الأدبي من هناك.
وتميزات كتاباته بانها كتابات سياسية ساخرة تنويرية، مليئة بالنقد السياسي الساخر وخاصة المتعلقة والمنتقدة لسياسية حكومة المالكي والتدخلات الأيرانية والتركية في العراق

## مؤلفاته
| أسم الكتاب                             | جهة الأصدار | صورة الغلاف |
| -------------------------------------- | --- | ----------- |
| المدفن المائي                          | مجموعة قصصية طبعت في دار الشؤون الثقافية في بغداد عام 1993 م                                                                     |             |
| الرجل المنازل                          | مجموعة قصصية دار أزمنة عام 1996م                                                                                                 |             |
| بوككو وموككو                           | مجموعة قصصية دار أزمنة عام 1997م                                                                                                 |             |
| ما تيسر له                             | مجموعة قصصية مشتركة المؤسسة العربية للدراسات والنشر في بيروت عام 2000 م                                                          |             |
| خمسون حانة وحانة                       | مجموعة قصصية طبعتين الأولى عن المؤسسة العربية للدراسات والنشر في بيروت عام 2003م و الثانية عن دار فضاءات للنشر في عمان عام 2008م |             |
| كتاب مكاتيب عراقية من سفر الضحك والوجع | المجلد الأول عن دار ازمنة عام 2007م                                                                                              |             |
| كتاب مكاتيب عراقية من سفر الضحك والوجع | المجلد الثاني عن دار فضاءات للنشر في عمان عام 2009م                                                                              |             |
| كتاب مكاتيب عراقية من سفر الضحك والوجع | المجلد الثالث عن دار الأهلية للنشر والتوزيع في عمّان عام 2012م                                                                    |             |
| كتاب حانة الشرق السعيدة                | عن دار ومطبعة الأديب البغدادية بعمّان عام 2010 م                                                                                  |             |

## وصلات خارجية
- مجموعة مقالات للكاتب على السوداني
- مجموعة مقالات لكاتب على السوداني على صحيفة العرب اللندنية
- مقابلة تلفزيونية برنامج اطرف الحديث